# 莱尔 (丹麦)
莱尔（丹麥語：Lejre）是丹麥西兰岛的一个城镇，2009人口2316 。位于萊爾市鎮的Allerslev Sogn，是该市鎮的第二大城镇，仅次于基克瓦爾瑟，属于西兰大区。

## 历史

### 诗歌
莱尔在英语诗人歌笔下也有提到，比如William Herbert（1778-1847）在《Horæ Scandicæ》写道莱尔的众多过去的国王。甚至于在17世纪的诗作中我们也能找到。